# Carpornis cucullata
El cotinga encapuchado (Carpornis cucullata), también denominado anambé encapuchado, es una especie de ave paseriforme de la familia Cotingidae, una de las dos pertenecientes al género Carpornis. Es endémico de la Mata atlántica del sureste de Brasil.

## Distribución y hábitat
Se distribuye por la Mata atlántica del sureste de Brasil desde Espírito Santo hasta Río Grande del Sur.
Esta especie es considerada localmente bastante común en su hábitat natural, el subdosel y el estrato medio de bosques húmedos montanos bajos, tropicales  o subtropicales. Principalmente en altitudes entre 500 y 1500 m.

## Estado de conservación
El cotinga encapuchado había sido calificado como casi amenazado por la Unión Internacional para la Conservación de la Naturaleza (IUCN) debido a que su población total, todavía no estimada, se consideraba estar en moderada decadencia debido a pérdida de hábitat; sin embargo, en la revaluación de 2022 se la calificó como preocupación menor.

## Sistemática

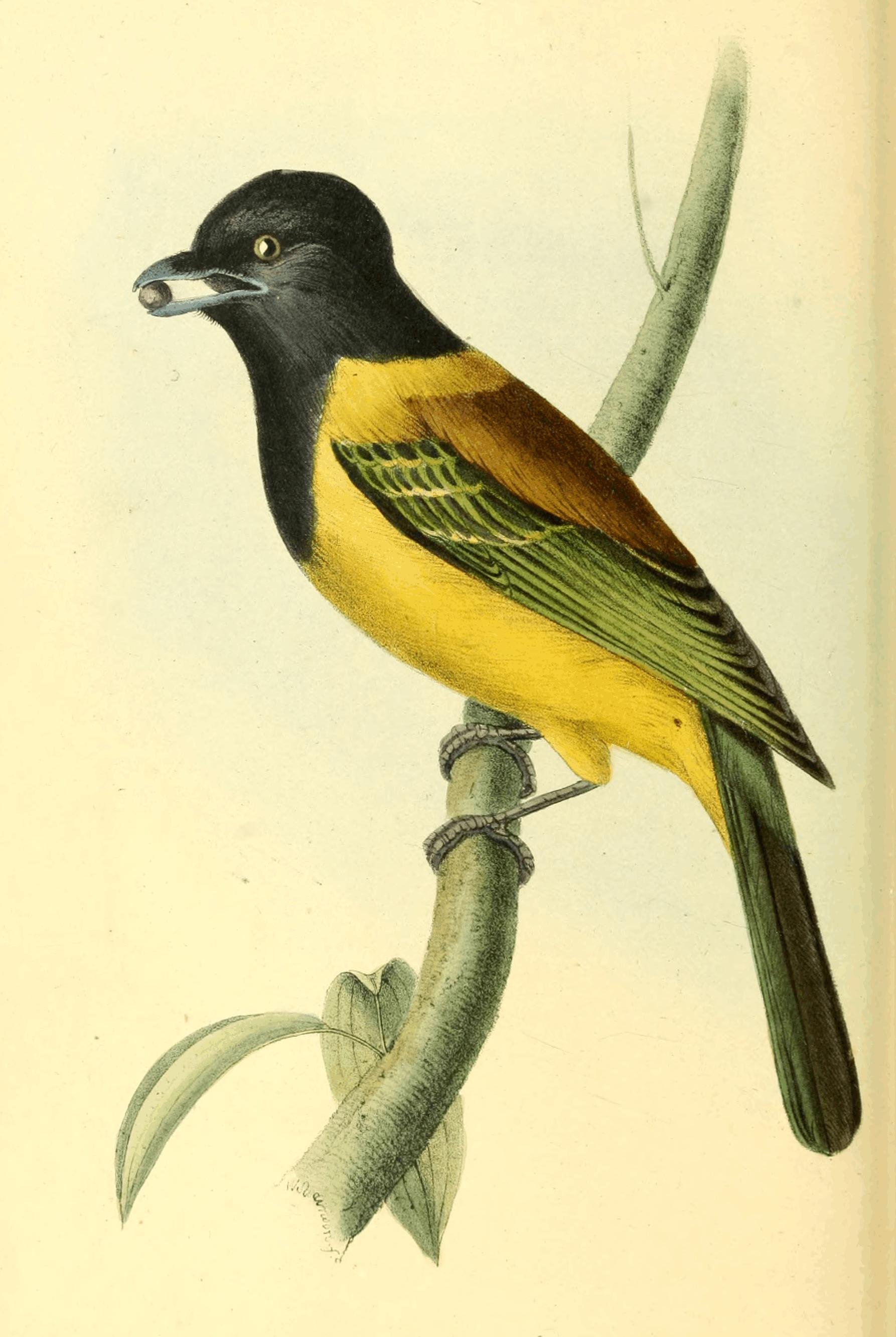
Carpornis cucullata, ilustración en Swainson Zoological Illustrations, 1820.

### Descripción original
La especie C. cucullata fue descrita por primera vez por el naturalista británico William Swainson en 1821 bajo el nombre científico Procnias cucullata; la localidad tipo es «Río de Janeiro, Brasil.»

### Etimología
El nombre genérico femenino «Carpornis» se compone de las ´palabras del griego «karpos» que significa ‘fruta’, y «ornis, ornithos» que significa ‘pájaro’; y el nombre de la especie «cucullata», proviene del latín «cucullatus» que significa ‘encapuchado’.

### Taxonomía
Es monotípica.